# Fernando Pires (ator)
Fernando Pires (21 de novembro de 1984) é um ator português.
Participou em diversos espetáculos para a companhia teatral "A Barraca", mas foi com a sua participação na série da RTP1 Conta-me como Foi, no papel de Tony, que Fernando ganhou uma grande notoriedade junto do público português.

## Televisão
| Ano         | Projeto                           | Papel                 | Notas                                                                      | TV   |
| ----------- | --------------------------------- | --------------------- | -------------------------------------------------------------------------- | ---- |
| 2000        | Querido Professor                 | Bruno                 |                                                                            | SIC  |
| 2001        | Bastidores                        | João                  |                                                                            | TVI  |
| 2007        | Conta-me como Foi                 | Tony                  | Elenco Principal                                                           | RTP1 |
| 2008        | Vila Faia                         | Ator na TV            | Elenco Adicional                                                           | RTP1 |
| 2008        | Chiquititas                       | Vasco                 | Elenco Adicional                                                           | SIC  |
| 2009        | Rebelde Way                       | Henrique              | Elenco Adicional                                                           | SIC  |
| 2010        | Pai à Força                       | Alex                  | Elenco Adicional                                                           | RTP1 |
| 2010 - 2011 | Sedução                           | Tomás Alves Soares    | Elenco Principal                                                           | TVI  |
| 2011        | Liberdade 21                      | Bernardo              | Participação Especial                                                      | RTP1 |
| 2011        | Maternidade                       | Pedro Frois           | Elenco Principal                                                           | RTP1 |
| 2011        | Laços de Sangue                   |                       | Elenco Adicional                                                           | SIC  |
| 2012        | A Casa das Mulheres               |                       |                                                                            | TVI  |
| 2012 - 2013 | Dancin' Days                      | Raul Ferreira         | Elenco Principal                                                           | SIC  |
| 2013 - 2015 | Os Nossos Dias                    | João Costa            | Elenco Principal                                                           | RTP1 |
| 2014 - 2015 | Jardins Proibidos                 | Tomás Gama            | Elenco Principal                                                           | TVI  |
| 2016        | Donos Disto Tudo                  | Várias Personagens    | Ator Convidado                                                             | RTP1 |
| 2016 - 2017 | A Impostora                       | Valentim Costa        | Elenco Principal                                                           | TVI  |
| 2017        | Ouro Verde                        | Gonçalo Santiago      | Elenco Principal                                                           | TVI  |
| 2017 - 2018 | Jogo Duplo                        | Miguel Cássio         | Elenco Principal                                                           | TVI  |
| 2018 - 2019 | A Teia                            | Domingos Pêra         | Elenco Principal                                                           | TVI  |
| 2019        | Inspetor Max                      | Sandro                | Participação Especial                                                      | TVI  |
| 2019 - 2020 | Conta-me Como Foi                 | Tony Lopes            | Elenco Principal                                                           | RTP1 |
| 2020        | A Generala                        |                       | Elenco Principal (Série exibida pela plataforma de Streaming da SIC: OPTO) | SIC  |
| 2021 - 2023 | Para Sempre                       | Rafael «Rafa» Saraiva | Elenco Principal                                                           | TVI  |
| 2021        | Auga Seca- (2.ª temporada)        | Francisco             | Elenco Adicional                                                           | RTP1 |
| 2021        | A Consoada- Uma História de Natal | Fred                  | Protagonista                                                               | TVI  |
| 2022        | Lua de Mel                        | Renato França         | Protagonista                                                               | SIC  |
| 2022        | Pôr do Sol                        | Armando               | Elenco Principal                                                           | RTP1 |
| 2023 - 2024 | Queridos Papás                    | Jaime Guimarães       | Protagonista                                                               | TVI  |
| 2025        | Vizinhos Para Sempre              | Fernando              | Elenco Principal                                                           | TVI  |

## Cinema
| Ano  | Título                              | Papel     | Refs. |
| ---- | ----------------------------------- | --------- | ----- |
|      | Beija-me Depressa! (curta-metragem) |           | [ 1 ] |
| 2011 | Raiz Quadrada de 48                 |           |       |
|      | A Chamada (curta-metragem)          |           | [ 1 ] |
| 2012 | Os Chapéus-de-Chuva de Chocolate    | Pedro     |       |
| 2015 | Oca-Game                            | Condutor  |       |
| 2018 | Linhas de Sangue                    | Igor      | [ 2 ] |
| 2019 | Variações                           | Frederico |       |